# Anton van de Velde
Anton van de Velde (Anvers, 1895-1983), de son vrai nom Antonius G. J. Van de Velde, est un acteur, écrivain et metteur en scène pour le théâtre belge d'expression néerlandaise. Il est l'un des représentants du Vlaamsche Volkstooneel (nl).
Anton van de Velde fut un collaborateur du journal Het Volk, écrivit dans de nombreuses revues et publia plusieurs essais sur le théâtre, des romans et des livres pour enfants.
Il est décédé le 21 juin 1983.

## Œuvres sélectives
- Peter cherche le bonheur (Peter zoekt het geluk, 1940), roman traduit du néerlandais par J. M. [Bruges-Paris], Éditions Desclée de Brouwer, « Horizons » no 12, 1943, 200 p.,
- Wij armen (?, 1923)
- Christoffel (théâtre, 1924)
- De zonderlinge gast (théâtre, 1924)
- Duimpje's verdere lotgevallen (lecture pour la jeunesse, 1924)
- Tijl I (théâtre, 1925)
- Lotje (théâtre pour la jeunesse, 1926)
- Halewijn (théâtre, 1929)
- De vloek (déclamation, 1929)
- Tijl II (théâtre, 1930)
- Prins Olik en Sire Bietekwiet (lecture pour la jeunesse, 1932)
- Faust junior (théâtre, 1932)
- Radeske (théâtre pour la jeunesse, 1932)
- Woe's wondere wandel (lecture pour la jeunesse, 1932)
- Doctor Slim en de microben (lecture pour la jeunesse, 1932)
- Radijs (théâtre pour la jeunesse, 1933)
- Knagelijn (lecture pour la jeunesse, 1933)
- Radijs en Bot op sterrevaart (théâtre pour la jeunesse, 1934)
- God zal erin voorzien (théâtre, 1935)
- Het hart vecht (roman, 1936)
- Perle-Fine (théâtre, 1936)
- Hans Worst (théâtre pour la jeunesse, 1939)
- Peter zoekt het geluk (roman pour la jeunesse, 1940)
- Het eeuwige masker (essai, 1940)
- Bellefleurken (?, 1941)
- Schep vreugde in 't leven (roman, 1941)
- Pelgrimage door Antwerpen (essai, 1941)
- Joost van den Vondel (essai, 1942)
- Willem van Saeftinge (roman, 1942)
- Antwerpen de Stoute (essai, 1942)
- Schep vreugde in 't leven (1942)
- Pukkie Pech (roman, 1942)
- De man in den boom (histoire dans "Bloei", 1942)
- Ons werd gheboren een kindekijn (théâtre, 1943)
- Passio Christi (théâtre, 1943)
- So sprac die maghed reyne (théâtre, 1943)
- Nele van Ingedal (roman, 1944)
- Het spel van Sinte Lutgardis (théâtre pour la jeunesse, 1944)
- De rechtvaerdige trou (2 tomes, roman, 1945)
- Kop (lecture pour la jeunesse, 1945)
- Ivoren toren (théâtre, 1945)
- Mijn gebedekens (?, 1945)
- 'God en de wormen (roman, 1947)
- Het spel van Sint Laurentius (théâtre, 1949)
- Maximus (?, 1950)
- Het wijze lampje (théâtre, 1950)
- Krisje's kerstvaart (théâtre pour la jeunesse, 1950)
- Met permissie (roman, 1952)
- Bukske en de mollengemeente (lecture pour la jeunesse, ?)
- Vondel in de moderne dramatiek (essai, ?)
- Massadramatiek (essai, ?)